# Prova da tuberculina
A prova cutânea da tuberculina, prova de Mantoux ou reação de Mantoux é um teste de diagnóstico que permite detectar se uma pessoa está infetada com o bacilo da tuberculose. A prova consiste na injeção de uma substância por baixo da pele do antebraço denominada tuberculina, sendo o local avaliado três dias depois. O endurecimento da pele indica que a pessoa esteve em contacto com a bactéria da tuberculose, embora não signifique que tem a doença ativa.